# Locomotiva SNCF CC 21000
Le CC 21000 sono state una serie di locomotive elettriche bicorrente della Société Nationale des Chemins de fer Français (SNCF). Le locomotive CC 21000 erano la versione bicorrente della serie CC 6500, che operavano solamente ad una tensione di 1,5 kV in Corrente continua, anche se la CC 21001 è stata consegnata alla SNCF un mese e mezzo prima della CC 6501.

## Descrizione
Le locomotive CC 21000 operavano ad una tensione di 1,5 kV in Corrente continua e di 25 kV in Corrente alternata a 50 Hz. Le macchine erano dotate di carrelli a tre assi simili a quelli della serie CC 40100 con un motore per ciascun carrello. Nel carrello erano alloggiati anche il motore di trazione e il cambio tra i due livelli di velocità massima di 220 km/h per il traino di treni passeggeri e di 100 km/h per il traino di treni merci. Era possibile passare da un livello di velocità all'altro mentre la locomotiva era ferma. I motori di trazione TTB 665 A1 funzionavano come motori in serie per 1,5 kV; i motori erano autoventilati.

## Storia
Le locomotive CC 21000 sono state realizzate in quattro esemplari, le prime due (CC 21001 e CC 21002) entrate in servizio tra giugno e luglio 1969 e le successiva (CC 21003 e CC 21004) tra giugno e luglio 1974.
Nel 1972 e nel 1975 le locomotive CC 21001 e CC 21002 effettuarono numerosi test sulla linea della pianura alsaziana, tra Ribeauvillé e Richwiller, per perfezionare la captazione di corrente alle alte velocità per il futuro TGV Est. A Rouffach, dove sono stati installati bracci potenziometrici per misurare il sollevamento della catenaria. La locomotiva CC 21001 durante le prove venne dotata di uno speciale pantografo raggiungendo,  nel 1975, una velocità di 285 km/h stabilendo quindi un record mondiale sotto una tensione 25 kV; il rapporto di trasmissione non era stato modificato, il che in linea di principio le consentiva di raggiungere i 5/4 della sua velocità massima di 220 km/h, o oltre i 275 km/h. In termini di modifiche, il circuito di controllo che genera limitazioni di intensità è stato disattivato e sostituito da un controllo diretto semplicemente ruotando un pulsante installato a sinistra del pannello di controllo della cabina di guida. Due esemplari di questa serie sono stati attrezzati per viaggiare sulla nuova linea ad alta velocità Parigi - Lione, per poter effettuare alcune corse di prova.
Le quattro locomotive CC 21000 sono state trasformate nelle CC 6575-6578 tra il 1995 e il 1997.
Di queste quattro macchine, la CC 6575, ex CC 21001, è stata l'ultima in servizio, ritirata nel giugno 2007, preservata dallo smantellamento e ora è conservato al Musée du Chemin de Fer di Nîmes e rinumerata CC 21001. 
La CC 21003 nel 1977 è stata spedita negli Stati Uniti e ribattezzata X9965 per yba serie di test per conto di Amtrak. Per queste prove la locomotiva ha subito molteplici modifiche riguardanti le sospensioni, lo schema elettrico e l'impianto frenante, ma la questa proposta francese non venne accettata dagli americani e la locomotiva rispedita in Francia e infine è stato trasformata in CC 6500 e rinumerata CC 6577 nel 1996.

## Servizio
Le CC 21000 sono state principalmente utilizzate sull'asse franco-svizzero Parigi-Vallorbe con il tratto Parigi-Digione e da Digione fino a Dole alimentato a 1,5 kV in Corrente continua e il tratto Dole-Vallorbe alimentato a 25 kV in Corrente alternata, dove queste locomotive sono state impiegate per la trazione tra gli altri del TEE Cisalpin e del Simplon Express.

## Macchine
| Numero   | entrata in servizio | Numero dopo la trasformazione | Data trasformaione | Livrea        | Deposito       |
| -------- | ------------------- | ----------------------------- | ------------------ | ------------- | -------------- |
| CC 21001 | 17 giugno 1969      | CC 6575                       | 21 febbraio 1997   | Grand Confort | Dijon Perrigny |
| CC 21002 | 2 luglio 1969       | CC 6576                       | 17 giugno 1996     | Grand Confort | Dijon Perrigny |
| CC 21003 | 30 giugno 1974      | CC 6577                       | 5 ottobre 1995     | Grand Confort | Dijon Perrigny |
| CC 21004 | 29 luglio 1974      | CC 6578                       | 16 ottobre 1996    | Grand Confort | Dijon Perrigny |